# Hérodote (revue)
Pour les articles homonymes, voir Hérodote (homonymie).
Hérodote est une revue trimestrielle de géopolitique et de géographie.

## Historique
Le nom de la revue, Hérodote, est un hommage à l'historien et géographe grec du même nom. Elle est créée en 1976 par Yves Lacoste et publiée dans un format singulier presque carré, d'abord par les éditions Maspero. Depuis 2006, la revue est sous la direction de Béatrice Giblin et publiée par les éditions La Découverte. Les premiers numéros d'Hérodote portaient le titre associé de Stratégies géographies idéologies. À la fin de l'année 1982, la revue recentre sa thématique et se sous-titre désormais Revue de géographie et de géopolitique.

## Concept
Chaque numéro de la revue Hérodote est constitué de contributions monographiques portant sur un thème spécifique, une région du monde, un pays ou un concept géopolitique.
Les éditeurs de la revue partent du principe que le raisonnement géographique est efficace dans la mesure où il combine la géographie physique et la géographie humaine. Ils rejettent donc l'idée de considérer la géographie comme une science sociale.
En 1981, la géopolitique est devenue un axe central de la revue. En utilisant le terme « géopolitique », les éditeurs de Hérodote cherchent à désigner une approche géographique qui met l'accent sur les problèmes politiques. La revue a joué un rôle important dans la création de l'Institut français de géopolitique.

## La revue
La revue Hérodote est disponible en version papier et numérique, que ce soit à l'article ou au numéro, sur cairn.info. Les numéros plus anciens jusqu'à l'année 2000 ont été numérisés et peuvent être consultés gratuitement sur Gallica, le portail de la Bibliothèque nationale de France. Cette publication est considérée comme la première dans le domaine de la géopolitique en raison de son ancienneté, de son tirage (3500 exemplaires), de sa diffusion internationale et de son nombre d'abonnés (1200) qui compte notamment des services de renseignements nationaux. Pour favoriser sa diffusion à l'étranger, chaque numéro comporte des articles traduits en anglais.
En 1978, une édition italienne de la revue est lancée sous le nom de « Hérodote/Italia », qui est ensuite renommée « Erodoto » en 1982 avant d'être abandonnée en 1984.